# Маквей, Кристофер
Кристофер Дональд Маквей (швед. Christopher Donald McVey; род. 12 апреля 1997, Спарсёр, Швеция) — шведский и американский футболист, защитник клуба «Ди Си Юнайтед».

## Клубная карьера
Начинал заниматься футболом в клубе «Спарсёр». В двенадцатилетнем возрасте перебрался в «Эльфсборг», где прошёл путь от юношеских команд до основы. В мае 2017 года впервые попал в заявку на матч чемпионата Швеции с «Сириусом», но на поле не появился. 1 октября дебютировал в Алльсвенскане. На 82-й минуте матча с АИК Маквей вышел на поле вместо Алекса Дайера. В начале января 2018 года подписал с клубом первый профессиональный контракт, рассчитанный на два года.
В начале марта 2019 года на правах аренды на полгода перешёл в «Далькурд». В его составе впервые появился на поле 4 марта в матче группового этапа кубка Швеции с «Хаммарбю», в середине второго тайма выйдя на замену вместо Ферхада Аяза. В июле арендное соглашение по Маквею было продлено до конца текущего сезона. В общей сложности за время пребывания в команде защитник принял участие в 18 встречах и забил 1 мяч.
Вернувшись в «Эльфсборг», в сезоне 2020 года Кристофер вместе с клубом заняли вторую строчку в турнирной таблице и завоевали серебряные медали чемпионата. 22 июля 2021 года состоялся дебют Маквея в еврокубках. Он вошёл в игру на 52-й минуте встречи второго квалификационного раунда Лиги конференций с молдавским «Милсами» вместо Юхана Ларссона.
14 января 2022 года перешёл в клуб из MLS — «Интер Майами», подписав контракт, рассчитанный на три года. В высшей лиге США дебютировал 26 февраля в матче стартового тура сезона 2022 против «Чикаго Файр». 30 июля в матче против «Цинциннати» забил свой первый гол за «Интер Майами».
1 февраля 2024 года был обменян в «Ди Си Юнайтед» на слот международного игрока, а также до $100 тыс. в общих распределительных средствах в зависимости от достижения им определённых показателей. За вашингтонский клуб дебютировал 24 февраля в матче стартового тура сезона 2024 против «Нью-Инглэнд Революшн».

## Карьера в сборных
Выступал за юношеские сборные Швеции различных возрастов. В сентябре 2014 года в составе сборной до 19 лет принимал участие в товарищеском турнире четырёх стран. Дебютировал в её составе 16 сентября в поединке с Норвегией, выйдя в стартовом составе и проведя на поле все 90 минут.

## Достижения
Эльфсборг:
- Серебряный призёр чемпионата Швеции: 2020

Интер Майами:
- Обладатель Кубка лиг: 2023

## Клубная статистика
| Выступление      | Выступление      | Выступление      | Лига | Лига | Кубки | Кубки | Конт. кубки | Конт. кубки | Прочие | Прочие | Итого | Итого |
| Клуб             | Лига             | Сезон            | Игры | Голы | Игры  | Голы  | Игры        | Голы        | Игры   | Голы   | Игры  | Голы  |
| ---------------- | ---------------- | ---------------- | ---- | ---- | ----- | ----- | ----------- | ----------- | ------ | ------ | ----- | ----- |
| Эльфсборг        | Аллсвенскан      | 2017             | 1    | 0    | 0     | 0     | 0           | 0           | 0      | 0      | 1     | 0     |
| Эльфсборг        | Аллсвенскан      | 2018             | 1    | 0    | 0     | 0     | 0           | 0           | 0      | 0      | 1     | 0     |
| Эльфсборг        | Аллсвенскан      | 2020             | 7    | 0    | 3     | 2     | 0           | 0           | 0      | 0      | 10    | 2     |
| Эльфсборг        | Аллсвенскан      | 2021             | 23   | 0    | 4     | 0     | 5           | 0           | 0      | 0      | 32    | 0     |
| Эльфсборг        | Итого            | Итого            | 32   | 0    | 7     | 2     | 5           | 0           | 0      | 0      | 44    | 2     |
| → Далькурд       | Суперэттан       | 2019             | 16   | 1    | 2     | 0     | 0           | 0           | 0      | 0      | 18    | 1     |
| → Далькурд       | Итого            | Итого            | 16   | 1    | 2     | 0     | 0           | 0           | 0      | 0      | 18    | 1     |
| Интер Майами     | MLS              | 2022             | 34   | 1    | 3     | 0     | 0           | 0           | 1      | 0      | 38    | 1     |
| Интер Майами     | MLS              | 2023             | 16   | 0    | 4     | 0     | 3           | 0           | 0      | 0      | 23    | 0     |
| Интер Майами     | Итого            | Итого            | 50   | 1    | 7     | 0     | 3           | 0           | 1      | 0      | 61    | 1     |
| Ди Си Юнайтед    | MLS              | 2024             | 5    | 0    | 0     | 0     | 0           | 0           | 0      | 0      | 5     | 0     |
| Ди Си Юнайтед    | Итого            | Итого            | 5    | 0    | 0     | 0     | 0           | 0           | 0      | 0      | 5     | 0     |
| Всего за карьеру | Всего за карьеру | Всего за карьеру | 103  | 2    | 16    | 2     | 8           | 0           | 1      | 0      | 128   | 4     |